# Arrondissements de Seine-et-Marne

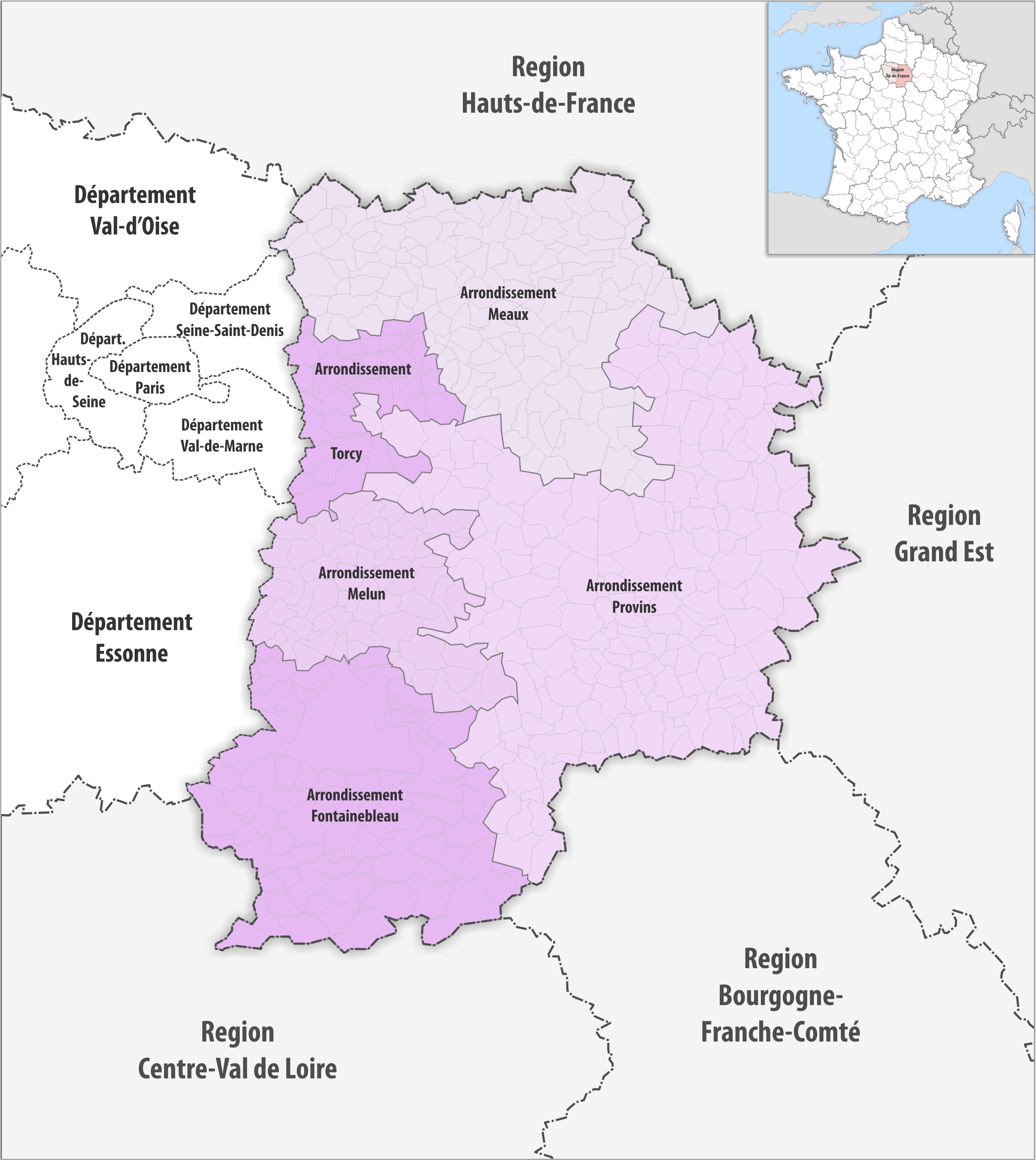
Les arrondissements de Seine-et-Marne en 2019.

Le département de Seine-et-Marne comprend cinq arrondissements.

## Composition
| Nom                             | Code Insee | Superficie (km2) | Population (dernière pop. légale) | Densité (hab./km2) | Modifier             |
| ------------------------------- | ---------- | ---------------- | --------------------------------- | ------------------ | -------------------- |
| Arrondissement de Fontainebleau | 774        | 1 228,50         | 156 658 (2022)                    | 128                | modifier les données |
| Arrondissement de Meaux         | 771        | 1 343,30         | 346 066 (2022)                    | 258                | modifier les données |
| Arrondissement de Melun         | 772        | 617,10           | 294 174 (2022)                    | 477                | modifier les données |
| Arrondissement de Provins       | 773        | 2 344,60         | 186 614 (2022)                    | 80                 | modifier les données |
| Arrondissement de Torcy         | 775        | 381,80           | 468 887 (2022)                    | 1 228              | modifier les données |
| Seine-et-Marne                  | 77         | 5 915,00         | 1 452 399 (2022)                  | 246                | modifier les données |

## Histoire
- 1790 : création du département de Seine-et-Marne avec cinq districts : Meaux, Melun, Nemours, Provins, Rosoy
- 1800 : création des arrondissements : Coulommiers, Fontainebleau, Meaux, Melun, Provins
- 1926 : suppression des arrondissements de Coulommiers et Fontainebleau
- 1988 : restauration de l'arrondissement de Fontainebleau
- 1993 : création de l'arrondissement de Noisiel
- 1994 : le siège de l'arrondissement de Noisiel est déplacé à Torcy
- Au 1er janvier 2017, une réorganisation des arrondissements est effectuée, pour mieux intégrer les récentes modifications des intercommunalités ; 57 communes sur 514 sont affectées : 5 passent de Torcy vers Meaux, 2 de Torcy vers Provins, 10 de Provins vers Meaux, 7 de Fontainebleau vers Provins, 8 de Melun vers Torcy, 15 de Melun vers Provins, 10 de Melun vers Fontainebleau[1].
- Au 1er janvier 2020, les communes d'Esbly, Montry et Saint-Germain-sur-Morin quittent l'arrondissement de Meaux et intègrent l'arrondissement de Torcy[2].